# Камень-Котови
Камень-Котови (пол. Kamień Kotowy, нім. Kattenstein) — село в Польщі, у гміні Тлухово Ліпновського повіту Куявсько-Поморського воєводства.
Населення — 274 особи (2011).
У 1975-1998 роках село належало до Влоцлавського воєводства.

## Демографія
Демографічна структура станом на 31 березня 2011 року:
|          | Загалом | Допрацездатний вік | Працездатний вік | Постпрацездатний вік |
| -------- | ------- | ------------------ | ---------------- | -------------------- |
| Чоловіки | 135     | 32                 | 89               | 14                   |
| Жінки    | 139     | 33                 | 84               | 22                   |
| Разом    | 274     | 65                 | 173              | 36                   |